# ミニモニ。ジャンケンぴょん!/春夏秋冬だいすっき!
「ミニモニ。ジャンケンぴょん!/春夏秋冬だいすっき!」（ミニモニ。ジャンケンぴょん!/はるなつあきふゆだいすっき!）は、女性アイドルグループミニモニ。の1枚目のシングル。

## 内容
- ミニモニ。のデビューシングル。平均年齢14.8歳という、デビューシングル初登場首位の最年少記録（当時）を更新した（現在はSexy Zoneの『Sexy Zone』が所持している）。
- ミニモニ。のシングルでは最大の売上を記録した。
- 当初は2000年11月29日発売予定だったが[2]、諸事情により延期された。また当初は「春夏秋冬だいすっき!」の単独A面の予定であったが、急遽「ミニモニ。ジャンケンぴょん!」との両A面扱いとなった。発売前にレコード会社から配布されたサンプル盤には「春夏秋冬だいすっき！」がA面で、「ミニモニ。ジャンケンぴょん!」がB面として収録されている。
- 「春夏秋冬だいすっき！」には、ハノン練習曲の第1番のフレーズが引用されている。
- 2001年2月にバンダイが実施したアンケート「お子様の好きな歌は何ですか?」で、男女共に「ミニモニ。ジャンケンぴょん!」が1位を獲得した[3][4]。

## 収録曲
全作詞・作曲：つんく
1. ミニモニ。ジャンケンぴょん! - 3:10
編曲：小西貴雄
2. 春夏秋冬だいすっき! - 4:36
編曲：永井ルイ
3. ミニモニ。ジャンケンぴょん! (カラオケ) - 3:10
4. 春夏秋冬だいすっき! (カラオケ) - 4:36

## 参加ミュージシャン
- 小西貴雄 - キーボード&プログラミング(1)
- 勝浦剛 - マニピュレータ(1)
- つんく - コーラス&ボイス&クラップ(1)、コーラス&ボイス(2)
- 永井ルイ - 全ての楽器(2)

## タイアップ
「ミニモニ。ジャンケンぴょん!」のタイアップ
- テレビ東京系『おはスタ』挿入歌
- テレビ東京系『アイドルをさがせ!』オープニング・テーマ

## カバー
ミニモニ。ジャンケンぴょん!
- 白川りさ - コロムビアミュージックエンタテインメント版カバー音源。初出は2001年5月19日発売『テレビ★こどものうた CHANGE THE WORLD』（規格品番：COCX-31394）。
- 大林素子 - 2001年8月7日リリースの『大きな私の小さな恋』に「デカモニ。じゃんけんぴょん!」として収録。
- 宇佐見美々（釘宮理恵）- 2010年、『オオカミさんと七人の仲間たち キャラクターソングアルバム オトギソングス BEST10』に収録。

## 逸話
- メンバーの矢口は当時18歳だった頃、同い年の人達が就職活動をしているにもかかわらず「自分がこの歌を歌っている事に関して精神的にキツいものがあった」と語っている。
- また、当時モーニング娘。のメンバーだった後藤真希も舞台裏では結構この歌を歌っていたが、「TVの前では恥ずかしくて歌えない」とコメントしている。